# Run to the Future
Run to the Future è il primo EP del gruppo musicale power metal giapponese Cyntia. L'album è stato pubblicato nel 2012 dalla casa discografica BrightStar.

## Tracce
1. Run to the Future - 04.13
2. Meteor Calling - 05.58
3. Voice - 05.36
4. Run to the Future (instrumental) - 04:13